# أريان هارتونو
أريان هارتونو (مواليد 21 أبريل 1996) هي لاعبة تنس محترفة هولندية، أعلى تصنيف لها في الفردي كان ال162 في مارس 2022.

## روابط خارجية
- أريان هارتونو على موقع رابطة محترفات التنس (الإنجليزية)
- أريان هارتونو على موقع الاتحاد الدولي لكرة المضرب (الإنجليزية)
- أريان هارتونو على موقع بطولة ويمبلدون (الإنجليزية)
- أريان هارتونو على موقع خلاصة التنس.كوم (الإنجليزية)
- أريان هارتونو على موقع إي إس بي إن.كوم (الإنجليزية)